# بخش کلون (کوردوبا)
بخش کلون (به اسپانیایی: Departamento Colón) یک منطقهٔ مسکونی در آرژانتین است که در استان کوردوبا، آرژانتین واقع شده‌است. بخش کلون ۲٬۵۸۸ کیلومتر مربع مساحت و ۱۷۱٬۰۶۷ نفر جمعیت دارد.